# Olof Johannes Arbman
Olof (Olle) Johannes Arbman, född 16 juli 1887 i Sundsvalls församling, död 8 november 1955 i Ragunda församling, var en svensk präst och psalmförfattare. Han var son till prosten Olof Arbman.

## Biografi
Olof Johannes Arbman föddes 1887 i Sundsvalls församling. Han var son till kontraktsprosten och kyrkoherden Olof Arbman och Maria Hasselberg. Arbman blev 1912 teologie kandidat vid Uppsala universitet och avlade praktisk teologieexamen 1912. Han prästvigdes 1912 och var från 1912 till 1916 pastorsadjunkt i Borgsjö församling. Från 1917 till 1919 var han pastorsadjunkt i Sundsvalls församling och från 1919 till 1927 var han komminister och vikarierande pastor i Ragunda församling i Härnösands stift. Arbman blev 1927 kyrkoherde i församlingen och var från 1936 kontraktsprost i Ragunda kontrakt.
Arbman var även inspektor för Bräcke kommunala mellanskola.
Arbman gav ut flera diktsamlingar och hembygdsskildringar, och använde ibland pseudonymen "Karl Skogsbo". I häftet "Kristen-Nationell lyrik" är han representerad med tre poem (Svenskar, svenskar!, Mannadåd och Våga språnget).
Han finns också representerad i 1986 års psalmbok med originaltexten till ett verk (nr 471) vilken också fanns med i 1937 års psalmbok (nr 115).

### Familj
Arbman gifte sig 1919 med Maja Andersson (född 1895). Hon var dotter till fabrikören Johan Alfred Andersson och Hanna Loo.

### Artiklar
- 1950 – "Hur blev så djup din kärlek" ur Trettiotvå svenska män och kvinnor om sina mödrar.[18]

- 1953 – "Våra kyrkogårdar" ur Härnösands stift i ord och bild.[19]

## Psalmer
- Om Kristus döljes nu för dig (1937 nummer 115, 1986 nummer 471) skrevs 1927.